# ذي وايت سترايبس
ذي وايت سترايبس (بالإنجليزية: The White Stripes)‏ وتعني (الخطوط البيضاء) كان ثنائي موسيقى روك أمريكي بدأ في ديترويت ميشيغان في عام 1997. يتألف الثنائي من جاك وايت (مؤلف الأغاني، والغناء، والجيتار، والبيانو، والمندولين)، وزوجته ميج وايت (الطبول والغناء). بعد إصدار العديد من الأغاني الفردية وثلاثة ألبومات في ديترويت صعد الثنائي إلى الصدارة في عام 2002 كجزء من مشهد إحياء موسيقى الروك في المرآب. جذبت ألبوماتهم الناجحة الانتباه من مجموعة كبيرة ومتنوعة من وسائل الإعلام في الولايات المتحدة والمملكة المتحدة. أصبحت أغنية " Seven Nation Army " المنفردة، والتي تستخدم الغيتار ودواسة الأوكتاف لإنشاء الفرقة الموسيقية الافتتاحية الشهيرة  واحدة من أكثر الأغاني شهرة. سجلت الفرقة ألبومين آخرين، Get Behind Me Satan في عام 2005 و Icky Thump في عام 2007، ثم تم حلها في عام 2011 بعد توقف طويل عن الأداء والتسجيل. 
استخدمت «الخطوط البيضاء» أسلوبًا منخفض الدقة في الكتابة والتسجيل. تضمنت موسيقاهم مزيجًا من تأثيرات موسيقى الروك والبلوز، وبساطة خام في التكوين والترتيب والأداء. اشتهر الثنائي أيضًا بجماليتهما في الموضة والتصميم والتي تضمنت مخططًا بسيطًا للألوان من الأحمر والأبيض والأسود - والذي تم استخدامه في كل ألبوم تم إصداره للفرقة - بالإضافة إلى افتتان الفرقة بالرقم ثلاثة. تتكون ديسكغرافيا الفرقة من ستة ألبومات استوديو، وألبومين حيين، ومسرح واحد ممتد (EP)، وفيلم موسيقي واحد، وفيلم وثائقي واحد، و 26 أغنية فردية، و 14 مقطع فيديو موسيقي. فازت ألبوماتهم الثلاثة الأخيرة بجائزة جرامي لأفضل ألبوم موسيقى بديل. في عام 2015 ، احتلوا المرتبة السادسة في قائمة رولينج ستون لأعظم 20 ثنائيًا في كل العصور.

## أفراد الفرقة
- جاك وايت - غناء، جيتار، لوحات مفاتيح، بيانو، باس، إيقاع
- ميغ وايت - غناء، طبول، قرع

## روابط خارجية
- الموقع الرسمي
- ذي وايت سترايبس على مشروع الدليل المفتوح